# My Son, the Celebrity
My Son, the Celebrity è il secondo album di Allan Sherman pubblicato nel 1963.

## Tracce

### Lato A
1. Al 'N' Yetta (parodia di Alouette) - 3:23
2. Barry Is The Baby's Name/Horowitz/Get On The Garden Freeway (parodia di Mary, Harrigan e Give My Regards to Broadway di George M. Cohan) - 2:15
3. Mexican Hat Dance (parodia di Mexican Har Dance) - 2:03
4. The Bronx Bird Watcher (parodia di Titwillow) - 3:12
5. The Let's All Cup Up ATT&T and Protest to the President March - 2:37
6. Harvey and Sheila (parodia di Hava Nagila) - 3:31

### Lato B
1. Won't You Come Home, Disraeli (parodia di Bill Baley, Won't You Please Come Home di Arthur Collins) - 2:21
2. No One's Perfect (parodia di Annie Lisle) - 3:33
3. When I Was a Lad (parodia di Ruler of the Queen's Navy) - 2:37
4. Me (parodia di Torna a Surriento) - 2:35
5. Shticks of One and Half a Dozen of the Other (parodia di Molly Malone) - 5:40